# Pasaporte gibraltareño

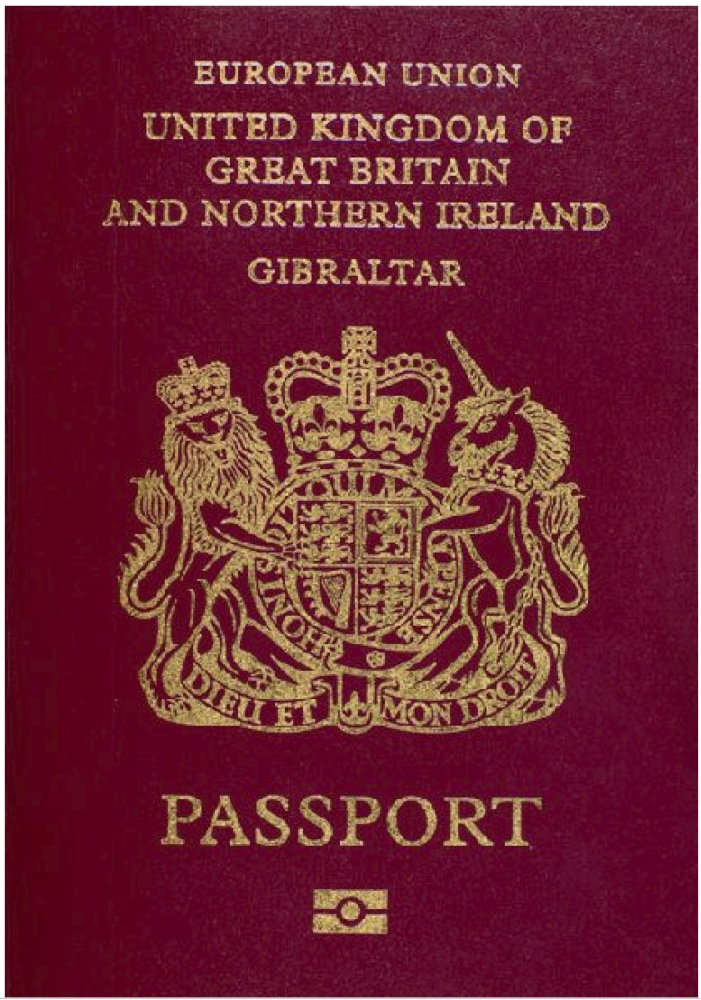

El pasaporte británico de Gibraltar es un documento expedido por la Oficina de Pasaportes de Gibraltar, que lo expide tanto a los gibraltareños como a británicos residentes en Gibraltar.
Como resultado de la Ley de Nacionalidad Británica de 1981 Gibraltar es considerado un territorio británico de ultramar y sus ciudadanos pueden solicitar la inscripción como ciudadanos británicos en virtud del artículo 5 de la ley. Son considerados ciudadanos del Reino Unido con todos sus derechos y deberes.
Desde 2005, los pasaportes emitidos en Gibraltar son biométricos.
Las autoridades españolas exigen a los ciudadanos gibraltareños el pasaporte para acceder al territorio español desde Gibraltar, al igual que a todo ciudadano británico.

## Diferencias con elpasaporte británico
Los pasaportes emitidos en Gibraltar solo difieren de los del Reino Unido en una parte del texto, ya que tienen el mismo estatus. La primera diferencia notable de los emitidos en el Reino Unido es que aparece en la portada la palabra "Gibraltar" debajo de "Reino Unido de Gran Bretaña e Irlanda del Norte". La otra diferencia es la siguiente frase, la cual aparece en los del Reino Unido:

His Britannic Majesty's Secretary of State Requests and requires in the Name of His Majesty all those whom it may concern to allow the bearer to pass freely without let or hindrance, and to afford the bearer such assistance and protection as may be necessary.

El Secretario de Estado de su Majestad Británica pide y exige en el nombre de Su Majestad a todos aquellos a quienes corresponda que el portador pueda pasar libremente sin obstáculos, y que se le de  a su portador la asistencia y protección que sean necesarias.

En cambio, en los pasaportes emitidos en Gibraltar aparece escrito:

The Governor of Gibraltar requests and requires in the name of His Britannic Majesty all those whom it may concern to allow the bearer to pass freely without let or hindrance, and to afford the bearer such assistance and protection as may be necessary.

El Gobernador de Gibraltar pide y exige en nombre de Su Majestad Británica a todos aquellos a quienes corresponda que el portador pueda pasar libremente sin obstáculos, y  dar a su portador la asistencia y protección que sean necesarias.

## Países para los que no se necesita visado
- Datos: Q4817306
- Multimedia: Passports of Gibraltar / Q4817306